# Chiens savants
 (juillet 2025).
Pour plus de détails, voir Fiche technique et Distribution.

Chiens savants, ou Chiens savants (danse serpentine) est un film français des frères Lumière tourné en 1896. Dans le film, les chiens dansent une valse avec une ampoule sur la tête. C'est un film noir et blanc, mais les scènes de danse sont impressionnantes. Au sein du catalogue Lumière, ce court métrage appartient à la fois au genre animalier et à celui des scènes de danse.

## Fiche technique
- Titre : Chiens savants (danse serpentine)
- Réalisation : Louis Lumière
- Production : Louis Lumière
- Photographie : Louis Lumière
- Durée : 50 secondes
- Pays :  France